# Беларусь головного мозга
«Беларусь головного мозга» — белорусское медиа и политический телеграм-канал. Проект был создан в 2011 году блогером Игорем Лосиком в Твиттере. Позднее аккаунт набрал популярность и перешёл в Телеграм. «Беларусь головного мозга» стала одним из ключевых источников информации во время протестов 2020 года, а также формировала протестную повестку. Властями страны медиа было признано экстремистским формированием.

## История
Блогер Игорь Лосик завёл аккаунт @belamova в Твиттере в 2011 году. К 2015 году блог имел 90 тысяч подписчиков. 15 мая 2016 года был создан телеграм-канал проекта. Позднее Игорь начал публиковать информацию в Телеграме чаще, чем в Твиттере. В 2018 году «Беларусь головного мозга» была самым известным белорусским новостным источником в Телеграм и имела 37,5 тысяч подписчиков. В период с 2018 по 2019 медиа было самым популярным политическим каналом в Телеграме и занимало критическую позицию относительно действий официальных властей.
25 июня 2020 года создатель медиа Игорь Лосик был задержан в собственной квартире. Авторы проекта связали это задержание с высказываниями Лукашенко про Телеграм. На тот момент на канал было подписано более 167 тысяч человек. C 9 по 12 августа 2020 года, когда в стране блокировался интернет, на фоне массовых протестов «Беларусь головного мозга» наравне с другими телеграм-каналами стала одним из ключевых источников информации. Проект также формировал протестную повестку, сообщая о происходящих событиях и предоставляя возможность их обсуждать. Во время протестов по случаю президентских выборов в стране «Беларусь головного мозга» стала одним из самых популярных телеграм-каналов среди белорусской оппозиции. В октябре 2020 года проект имел 382 тысячи подписчиков в Телеграме и был на третьем месте по количеству подписанных читателей в белорусском сегменте мессенджера. 20 ноября 2020 года МВД Беларуси заявило, что ведомство задержало ещё одного администратора канала, однако медиа эту информацию опровергло, а канал продолжил свою работу.
20 апреля 2021 года железнодорожным судом Гомеля медиа было внесено в список экстремистских. В 2021-м году главным редактором канала стал Роман Протасевич. После его задержания в мае 2021-го года стало известно, что канал возглавил бывший участник Nexta Ян Рудик. Позже Рудик покинул проект. 18 апреля 2022 года @belamova вместе со всеми своими социальными сетями была признана экстремистским формированием.

## Позиция
В декабре 2019 году телеграм-канал Игоря Лосика совместно с Nexta и другими белорусскими медиа резко выступили против интеграции Беларуси и России, на фоне слухов об сближении государств. Они заявили, что независимость страны не является предметом торга, а углубленная интеграция с Россией не отвечает национальным интересам.
Когда во время предвыборной гонки 2020 года силовики задержали кандидата в президенты Виктора Бабарико, телеграм-канал оценил это как проявление страха со стороны власти, которая осознаёт свой «трёхпроцентный» рейтинг.

### Комментарии
1. ↑  @belamova является коротким тегом проекта в социальных сетях.